# ما يينغ جيو
ما يينغ جيو (الصينية التقليدية : 馬英九 ؛ الصينية المبسطة : 马英九 ؛ بينيين : Yīngjiǔ Mǎ ؛ مواليد 13 يوليو 1950) هو الرئيس الثاني عشر لجمهورية الصين، المعروفة باسم تايوان، ورئيس حزب الكومينتانغ والمعروف أيضا باسم الحزب القومي الصيني. خدم سابقا باسم وزير العدل 1993-1996، وعمدة تايبيه 1998-2006، ورئيس حزب الكومينتانغ 2005-2007. انتخب عمدة تايبيه في عام 1998 وأعيد انتخابه في عام 2002. وانتخب رئيسا لحزب الكومينتانغ من جانب أعضاء الحزب في 16 يوليو 2005. واعلن استقالته يوم 13 فبراير 2007، بعدما وجهت إليه من قبل المدعي العام تهمة اساءة استعمال اموال البلدية خلال فترة توليه منصب عمدة تايبيه، في وقت لاحق تم مسح جميع التهم الموجهة إليه. حصل بعد ذلك على الرئاسة في الانتخابات الرئاسية لجمهورية الصين عام 2008 وزعامة حزبه من جديد.
في 14 يناير 2012 أعيد انتخابه في الانتخابات الرئاسية بعد فوزه على منافسته تساي إنغ ون.

## نشأته
يعود أصل ما يينغ جيو ووالديه إلى شيانغتان، خونان (خونان حاليًا، جمهورية الصين الشعبية) وكان مسقط رأسهم في فوفينغ بمقاطعة شنشي. هاجر أسلافه من شنشي إلى جيانغشي ثم أخيرًا إلى خونان. زُعم أن الباحثين قد زاروا منزل والد ما القديم، ما هو لينج (1920-2005)، في مدينة كايون، مقاطعة هنغشان، خونان وقد وجدوا كتابًا في علم الأنساب ينص أن ما يينغ جيو ينحدر من سلالة الجنرال ما تشاو من حقبة الممالك الثلاث. والدة ما هي تشين هوهسيو (1922-2013). تربّى ما يينغ جو على المذهب الكاثوليكي. 
وُلد في 13 يوليو 1950 في مستشفى كوونج واه في ياو ماتي في كولون التي كانت جزءًا من هونغ كونغ البريطانية في ذلك الوقت. كان والداه في هونغ كونغ في طريقهما من مقاطعة خونان في الصين الشيوعية إلى تايوان المُسيطر عليها من قبل القوميين بعد الحرب الأهلية الصينية. ما هو الطفل الرابع والابن الوحيد في عائلة مكونة من خمسة أطفال.
حصل ما على درجة البكالوريوس في القانون من جامعة تايوان الوطنية في عام 1972. وقد أدى الخدمة العسكرية الإلزامية في مشاة البحرية في جمهورية الصين وفي القوات البحرية من عام 1972 إلى عام 1974 ونال رتبة ملازم. تابع دراساته العليا في ما بعد في الولايات المتحدة ونال درجة الماجستير في القانون من كلية الحقوق في جامعة نيويورك عام 1976 ثم درجة الدكتوراه في العلوم القضائية من كلية الحقوق في جامعة هارفارد في عام 1981. نُشرت نسخة منقحة من أطروحته حول النزاع على جزر سينكاكو في عام 1984.
بعد حصوله على درجة الماجستير، عمل ما كمساعد في شركة محاماة في وول ستريت في نيويورك وكمستشار قانوني لأحد البنوك الكبرى في ولاية ماساتشوستس في الولايات المتحدة قبل إكمال الدكتوراه. وقد قضى بعض الوقت كذلك في إجراء الأبحاث في كلية الحقوق في جامعة ميريلاند (كوليج بارك) ونشر بعض المقالات الأكاديمية، لذلك لطالما كنّ بعض الامتنان للجامعة. في عام 1981، عاد ما إلى تايوان وبدأ العمل مع الرئيس تشيانغ تشينغ كو.
تزوج ما من كريستين تشاو وأنجب منها ابنتان. ولدت ليزلي في عام 1981 في مدينة نيويورك خلال فترة دراسته في جامعة هارفارد. أكملت دراستها الجامعية في علوم الحياة في جامعة هارفارد ثم تخرجت من جامعة نيويورك. ما سي روي هي ابنة ما الأصغر، التي ولدت في تايوان وأكملت درجة الماجستير في كلية لندن للاقتصاد وفي طريقها حاليًا للحصول على درجة الدكتوراه من جامعة نانيانغ التكنولوجية. 
يرعى ما وزوجته أطفال الأسر ذات الدخل المنخفض في السلفادور من خلال منظمة الرؤية العالمية. وفي رحلة رسمية إلى أمريكا الوسطى في يونيو 2009، تمكنت السيدة الأولى من مقابلة أحد الأطفال الذين ترعاهم، وهو صبي يبلغ من العمر 11 عامًا في سان سلفادور.

### الجدل حول مسقط الرأس
في 11 ديسمبر 2008، دعا مشرع الحزب الديمقراطي التقدمي تشاي ترونغ رونغ إلى مؤتمر صحفي وأصدر وثيقة تزعم أن مسقط رأس ما الفعلي مختلف عن المعلومات الرسمية المتوفرة حيال هذا الموضوع. وقد كانت هذه الوثيقة شهادة ميلاد إحدى بنات ما التي أورد فيها ما أن مسقط رأسه هو شنجن، في حين أن المعلومات الرسمية تنص أن مسقط رأسه هو هونغ كونغ.
أشار تشاي أيضًا أن الوثيقة تنص أن مسقط رأس السيدة الأولى، كريستين تشاو، هو نانجينغ في حين أن البيانات الرسمية تنص أن مسقط رأسها هو هونغ كونغ أيضًا.
بحسب زعم تشاي فإنه وبما أن ما قد ولد في شنجن وبعد عام 1949 فهو رسميًا مواطن من جمهورية الصين الشعبية. رد المتحدث باسم الرئاسة وانغ يو تشي على اتهامات تشاي بإعادة التأكيد على أن جميع المعلومات الواردة من مكتب الرئيس بخصوص مسقط رأس الرئيس دقيقة بالكامل.
صرّح وانغ أيضًا أن ما قد تمكن في زيارته إلى هونغ كونغ في 11 ديسمبر من الحصول على سجلات ولادته في مستشفى كوونج واه في كولون، وأن ما يحتفظ أيضًا بشهادة ميلاده الأصلية الصادرة عن السجل العام لهونغ كونغ، مما يؤكد مجددًا ولادته في المستعمرة البريطانية السابقة بدلً من القارة الصينية. وقد عُرضت شهادة ميلاد ما على الجماهير من قبل أيضًا. ونفى وانغ كذلك الشائعات التي مفادها أن ما تلقى تمييزًا إيجابيًا خلال تقديمه لطلبات الانتساب لمدرسة جيانغ أو الثانوية وجامعة تايوان الوطنية بفضل حالته كواحد من «الصينيين في الخارج».

## النهضة السياسية

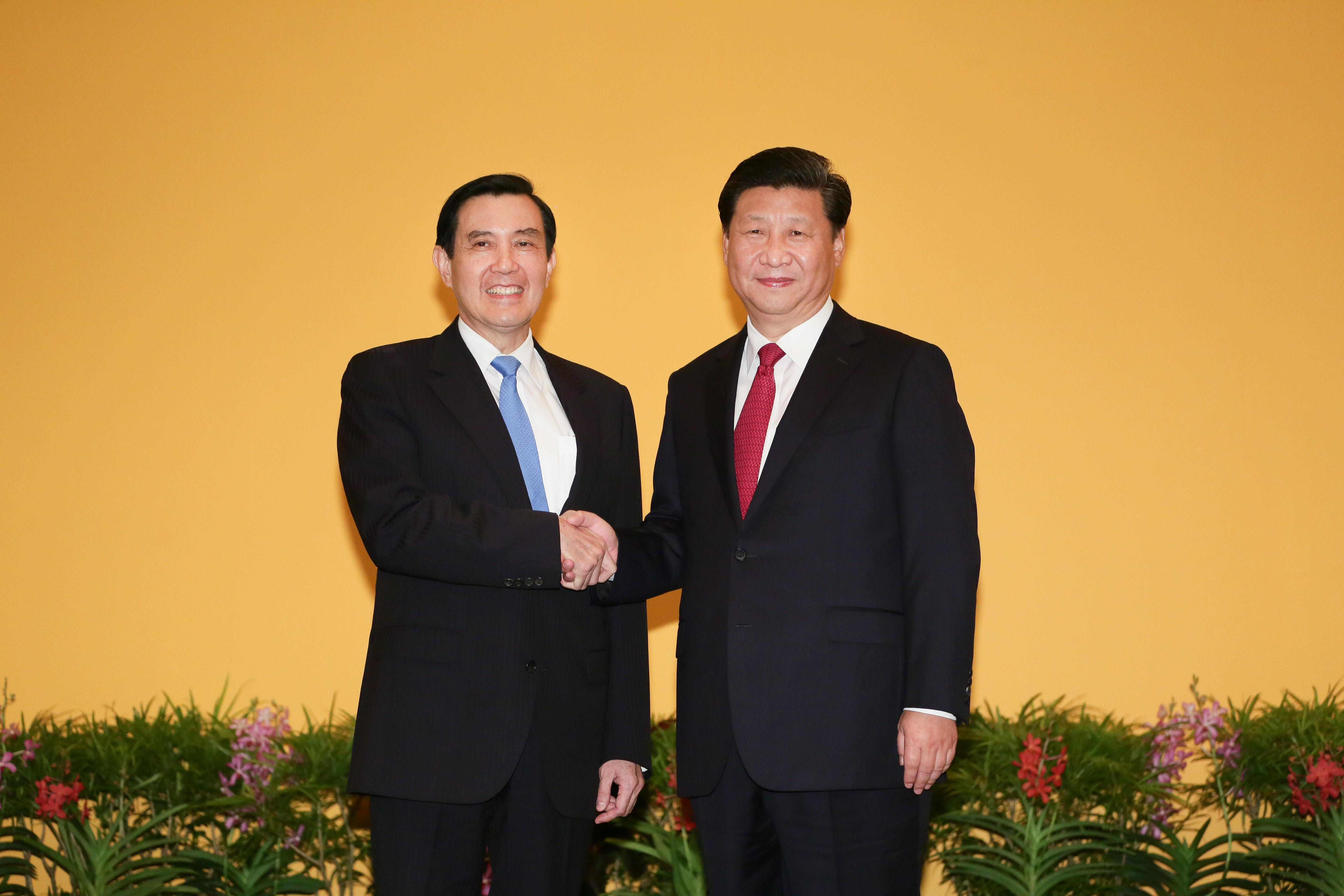
الرئيس الصيني شي جينغبينغ (يمين) مصافحا نظيره التايواني ما يينغ-جيو في سنغافورة في 7 تشرن الثاني/نوفمبر 2015

في الثمانينيات من القرن الماضي، بدأ ما يينغ جيو بالعمل لدى الرئيس تشيانغ تشينغ كو كنائب لمدير المكتب الأول للمكتب الرئاسي ومترجم الرئيس للغة الإنجليزية. نال فيما بعد ترقية إلى منصب رئيس لجنة البحث والتطوير والتقييم التابعة للسلطة التنفيذية يوان في سن 38، ليصبح بذلك أصغر عضو في مجلس الوزراء في جمهورية الصين. شغل ما منصب النائب للأمين العام لحزب الكومينتانغ من عام 1984 إلى 1988، وعمل كذلك لفترة نائبًا لمجلس شؤون البر الرئيسي وهي هيئة على مستوى مجلس الوزراء ومسؤولة عن العلاقات عبر مضيق تايوان. عينه الرئيس لي تنغ هوي وزيرً للعدل في جمهورية الصين في عام 1993 وسُرّح من منصبه في عام 1996. يزعم أنصاره أنه أقيل من منصبه بسبب جهوده لمحاربة الفساد بين أوساط السياسيين والشرطة. استمر ما على موقفه المؤيد للكومينتانغ بدلًا من دعم الحزب الجديد الذي شكله أنصار الكومينتانغ وقاموا بحملات لمكافحة الفساد. عاد ما إلى الأوساط الأكاديمية واعتقد معظم الناس في ذلك الوقت أن حياته السياسية قد انتهت فعليًا.

## وصلات خارجية
- ما يينغ جيو على موقع IMDb (الإنجليزية)
- ما يينغ جيو على موقع الموسوعة البريطانية (الإنجليزية)
- ما يينغ جيو على موقع مونزينجر (الألمانية)
- الموقع الرسمي لرئيس جمهورية الصين